# Wapen van Aa en Hunze

Wapen van de gemeente Aa en Hunze

Het wapen van Aa en Hunze is op 18 maart 1999 aan de nieuw ontstane gemeente toegekend. Het wapen is geheel nieuw ontworpen en heeft dan ook geen symbolen uit de wapens van de fusiegemeentes die nu de gemeente Aa en Hunze vormen.

## Symboliek
De gemeente is in 1998 ontstaan uit de gemeentes Anloo, Gasselte, Gieten en Rolde. De nieuwe gemeente heeft het Drents Heraldisch College het nieuwe wapen laten ontwerpen. Een ontwerp bestaande uit een combinatie van de vier oude wapens werd afgewezen, de nieuwe gemeente wenste zich als nieuw te kunnen profileren door middel van het volledig nieuw ontworpen wapen.
De oude gemeentes komen in het wapen ook terug in de vorm van de vier kwartieren. Waarbij de vier kwartieren samen het gehele schild en daarmee de nieuwe gemeente vormen. In de gemeente liggen twee verkeersaders, de N33 en N34, waarvan de ontstaansgeschiedenis al teruggaat naar de middeleeuwen. De wegen worden door het kruis gesymboliseerd.
In het eerste kwartier is een leliekroon geplaatst, deze staat symbool voor de etstoel, vanaf de middeleeuwen tot 1688 het belangrijkste juridische college van Drenthe. Het college hield in drie plaatsen vergaderingen, alle drie de plaatsen liggen heden ten dage in de gemeente Aa en Hunze. Het symbool van het Landschap Drenthe is de Heilige Maria, haar symbool is de fleur-de-lys (lelie). Derhalve is een (lelie)kroon bovenin geplaatst om aan te geven dat de drie vergaderplaatsen in het noorden van de gemeente liggen.
De gemeente heeft nieuwe schildhouders, de schildhouders van Anloo (wildemannen) en Rolde (edelen) waren namelijk te veel aan die gemeentes verbonden. Daarnaast is de ree een dier dat veel in de gemeente voorkomt.

## Blazoen
De beschrijving van het wapen luidt sinds als volgt:
In sinopel een getralied tweelingkruis van goud, in het eerste kwartier vergezeld van een leliekroon van goud, gevoerd van keel. Het schild gedekt met een gouden kroon van drie bladeren en twee parels en gehouden door twee reebokken van natuurlijke kleur.
Het schild is groen van kleur met daarop een gouden kruis bestaande uit traliën. Het kruis bestaat uit vier staven die over elkaar kruisen. Hierdoor wordt het schild in vier kwartieren gedeeld, in het eerste kwartier is een gouden leliekroon geplaatst. De kroon heeft drie bladeren in de vorm van de Franse lelie. De kroon is rood gevoerd. Het schild wordt gedekt door een gouden kroon van drie bladeren met daartussen twee parels. Het wapen wordt gehouden door twee staande reebokken van natuurlijke kleur.

## Wapens van de voorgaande gemeenten

Wapen van Anloo
Wapen van Gasselte
Wapen van Gieten
Wapen van Rolde

Aa en Hunze · Assen · Borger-Odoorn · Coevorden · De Wolden · Emmen · Hoogeveen · Meppel · Midden-Drenthe · Noordenveld · Tynaarlo · Westerveld